# Eloeophila apicata
Eloeophila apicata là một loài ruồi trong họ Limoniidae. Chúng phân bố ở miền Cổ bắc.